# Ганнелоре Анке
Ганнелоре Анке (нім. Hannelore Anke, 8 грудня 1957) — німецька плавчиня.
Олімпійська чемпіонка 1976 року, учасниця 1972 року.